# Nash (Oklahoma)
Nash é uma cidade  localizada no estado norte-americano de Oklahoma, no Condado de Grant.

## Demografia
Segundo o censo norte-americano de 2000, a sua população era de 224 habitantes.
Em 2006, foi estimada uma população de 205, um decréscimo de 19 (-8.5%).

## Geografia
De acordo com o United States Census Bureau tem uma área de
0,8 km², dos quais 0,8 km² cobertos por terra e 0,0 km² cobertos por água.

## Localidades na vizinhança
O diagrama seguinte representa as localidades num raio de 24 km ao redor de Nash.